# ويليام دبليو. جي. كيلي
ويليام دبليو. جي. كيلي هو قاضي وسياسي أمريكي، ولد في 7 أبريل 1814 في ويلمينغتون في الولايات المتحدة، وتوفي في 8 سبتمبر 1878 في بينساكولا في الولايات المتحدة. نشط حزبياً في الحزب الجمهوري. وقد انتخب عضو مجلس نواب فلوريدا ‏.